# Gueorgui Traikov
Gueorgui Traikov Guirovski, también conocido como Gueorgui Traikov (en búlgaro: Георги Трайков Гировски, Varbeni, 14 de abril de 1898 – Sofía, 14 de enero de 1975), fue un político búlgaro, líder de la Unión Nacional Agraria Búlgara. Traikov se convirtió en líder de la Unión Agraria en diciembre de 1947, un año antes de que el Partido Comunista Búlgaro llegara la poder. Rápidamente destituyó a funcionarios no afiliados al Partido Comunista Búlgaro, lo que ayudó a que el partido se convirtiera en un socio leal de los comunistas.
El 23 de abril de 1964 se convirtió en el jefe de Estado nominal y presidente de la Asamblea Nacional, tras la muerte de Dimitar Ganev. Permaneció como jefe de Estado hasta el 7 de julio de 1971, cuando el líder del Partido Comunista, Todor Zhivkov, asumió el cargo de presidente del Consejo de Estado. Casi un año después, en abril de 1972, Traykov también renunció a su cargo de presidente de la Asamblea Nacional. En julio de 1972, Traikov fue nombrado primer vicepresidente del Consejo de Estado, cargo que ocupó hasta noviembre de 1974.
Traikov ganó el Premio Lenin de la Paz en 1962. Murió el 14 de enero de 1975 a los 76 años.